# Tabocasa lineata
Tabocasa lineata är en insektsart som först beskrevs av Walker 1858.  Tabocasa lineata ingår i släktet Tabocasa och familjen lyktstritar. Inga underarter finns listade i Catalogue of Life.